# Tram van Kiev

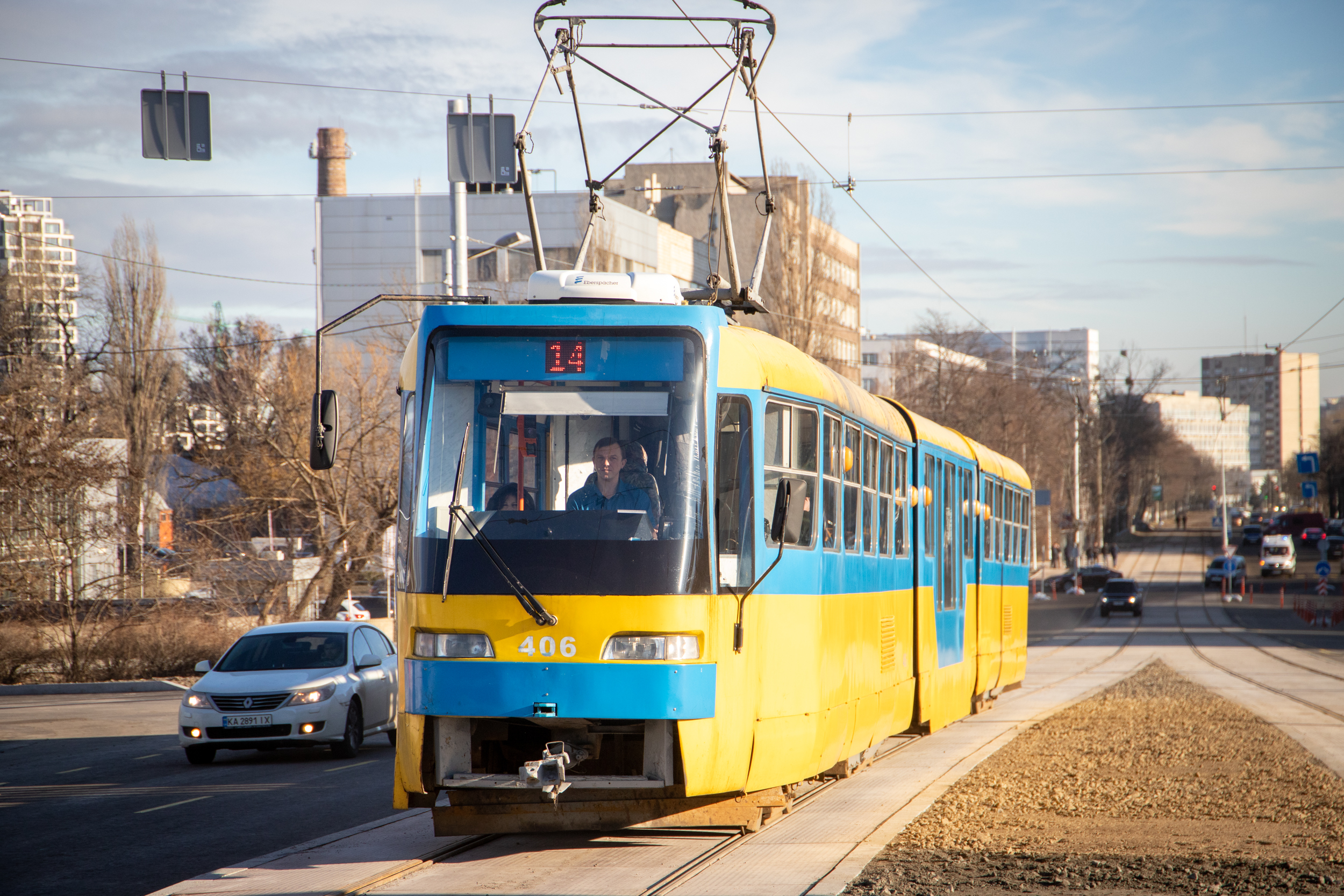
Tatra KT3UA in Kiev (2023)

De tram van Kiev is een onderdeel van het openbaar vervoer van de Oekraïense stad Kiev. Het net met een lengte van 239,6 kilometer wordt door Kyivpastrans (Київпастранс) geëxploiteerd. Het vervoer ging in 1891 met paardentrams van start; de eerste elektrische trams reden reeds in 1892. 
Vanaf het midden van de jaren 1990 is het trambedrijf matig onderhouden en zelfs gekrompen. In 2004 werd het tramnetwerk in tweeën gesplitst nadat de lijn bij de Paton-brug was ontmanteld, de brug was al in een slechte staat en de verwijdering van de tram was een poging om deze te redden. De beslissing was controversieel omdat het nergens werd aangekondigd en de mensen niet wisten hoe ze op hun werk aan de andere oever van Kiev moesten komen nadat ze bij de tramhalte hadden vernomen over de routewijziging. Uiteindelijk zorgden verdere reconstructies van de brug voor meer files op de nieuw toegevoegde lijnen, wat de staat van de constructie alleen maar verslechterde.

## Netwerk
Het totale reguliere netwerk bestaat anno 2024 uit 22 tramlijnen: 1–5, 8, 11, 12, 14–19, 22, 23, 27-29, 32, 33 en 35. Kiev heeft twee lokaal zogenoemde '"sneltram"trajecten, elk met meerdere lijnen. Het westelijke traject, de Rechteroeverlijn (Правобережна лінія), is een semimetrotraject en wordt bediend door tramlijnen 1, 2 en 3. Het oostelijke traject, de Linkeroeverlijn (Лівобережна лінія), is aangelegd als premetrotraject en wordt bediend door tramlijnen 4 en 5. In 2021 is besloten om het westelijke traject uit te breiden met 3,5 km.

## Materieel
In Kiev is het gebruikelijk elk nieuw tramtype een combinatie van letters en cijfers te geven; de stand is van begin 2024.

### Huidig
- T3 Van 1964 tot 1987 werden door Tatra in totaal 923 motorwagens van dit type geleverd. Een klein deel is tweedehands uit Tsjechië overgenomen. Er zijn nog 195 exemplaren over, waarvan 107 beschikbaar voor de passagiersdienst.
- T6 Van 1985 tot 1991 werden door Tatra in totaal 95 motorwagens van dit type geleverd. Een klein deel is tweedehands uit Praag overgenomen. Er zijn nog 18 exemplaren over, waarvan 9 beschikbaar voor de passagiersdienst.
- Uit de Tatra T3 zijn drie typen ontstaan door verbouwing met lage vloer in de periode 2004–2013: vierasser T3UA-3 (3 van 6 in dienst) en de gelede achtassers KT3UA (9 van 13 stuks) en een exemplaar K3R-NNP.
- Op het stramien van de Tatra T6 zijn drie typen ontstaan en nieuw gebouwd in de periode 2008–2015. De vierassers K1 (3 van 9 in dienst) plus K1M (6 van 8 in dienst)  en de gelede achtassers K1M8 (3 van 4 stuks).
- TR843 In 2012 werd door Bogdan een exemplaar van dit zesassige type met gedeeltelijk lage vloer geleverd.
- T5B64 Van 2015 tot 2017 werd door Electrontrans 11 lagevloertrams van dit zesassige type geleverd.
- 71-414K(-2) Van 2015 tot 2021 werd door PESA 57 lagevloertrams van dit zesassige type geleverd.
- K1M6 In 2018 werd door Tatra-Yug 1 lagevloertram van dit zesassige type geleverd.
- K1T306 Van 2021 tot 2023 werd door Tatra-Yug 20 lagevloertrams van dit zesassige type geleverd.